# Argonaute (1708)
Pour les autres navires du même nom, voir Argonaute (navire).
L’Argonaute était un navire de ligne de quatrième rang, type frégate, équipée de 40 canons à50 canons sur deux ponts, de la marine Royale de Louis XIV.

## Carrière
Construit aux frais du chevalier Dubois de La Motte il obtient le 13 février 1709, du comte de Toulouse la permission d’armer et d’équiper en guerre, la frégate l' Argonaute de 40 /canons « pour courir aux pirates ». Il s’empare d’une frégate anglaise de même force, croise à l’ouvert de la Manche et se trouvant dans la brume au milieu de 5 gros vaisseaux anglais, s’échappe en manœuvrant. 
À la vue du cap Lizard, il rencontre une petite flotte anglaise de 7 à 8 navires marchands escortés par un vaisseau de 60 canons, auquel il livre un combat de trois heures en effectuant trois tentatives d’abordage. À la suite d’un incendie dans le gaillard d’avant, il est obligé d’abandonner la lutte : mâts abattus, gréements hachés ; sur 300 hommes d’équipage, il n’en reste que 80 debout ; son jeune frère Achille, âgé de 19 ans, a reçu deux coups de fusil au travers du corps et est coupé en deux par un boulet. 
Protégé de Duguay-Trouin, il participe avec lui à l’expédition réussie contre Rio de Janeiro le 21 septembre 1711, au cours de laquelle il se distingue à la tête d’une compagnie de grenadiers. Il y commande le vaisseau de 46 canons l'Argonaute. En février 1712, lors d'une tempête, sur la route du retour en France, l' Argonaute se porte au secours du navire de Dugay-Trouin qui coule, alors que les autres navires de l'escorte fuient la tempête. C'est une des raisons pour lesquelles Dugay-Trouin conservera toute sa vie une vive amitié à Monsieur Dubois de La Motte.
Radoubé en 1715 à Brest, l' Argonaute, est ensuite réarmé en course par Jacques Cassard, dans les débuts de la Régence. En décembre 1720, ce navire devient ponton amiral et sert de corps de garde à Brest.
En janvier 1746, il est déclaré trop âgé pour continuer à servir, puis démoli sur place.

## Commandant
- Emmanuel-Auguste Cahideuc Dubois de La Motte (1683-1764)
- Jacques Cassard (1679-1740), de 1716 à 1720.